# San Fernando (distrito)
San Fernando é um distrito do Peru, departamento de San Martín, localizada na província de Rioja.

## Transporte
O distrito de San Fernando não é servido pelo sistema de estradas terrestres do Peru.